# Борок (Курганская область)
Борок — деревня в Куртамышском районе Курганской области России.  В рамках организации местного самоуправления входит в муниципальное образование Куртамышский муниципальный округ (с 2005 до 2021 гг. — муниципальный район).
Население 70 человек (2010), 99 % (2002) из них — казахи .

## География
Деревня находится в южной части области, в пределах юго-западной части Западно-Сибирской равнины, в лесостепной зоне, вблизи лесного массива Кочердыкская Дача.

### Климат
Климат характеризуется как континентальный, с холодной продолжительной малоснежной зимой и тёплым сухим летом. Среднегодовая температура — −1 °C. Средняя температура воздуха самого холодного месяца (января) составляет −17,7 °C (абсолютный минимум — −49 °С); самого тёплого месяца (июля) — 19 °C (абсолютный максимум — 41 °С). Безморозный период длится 113 дней. Годовое количество атмосферных осадков — 344 мм, из которых 190—230 мм выпадает в вегетационный период. Продолжительность периода с устойчивым снежным покровом равна 161 дню.

## История
В 1964 году Указом Президиума ВС РСФСР хутор № 7 переименован в деревню Борок.
До 2017 года входила в состав Угловского сельсовета, упразднённого Законом Курганской области от 25 октября 2017 года N 95.
До 24 мая 2021 года, согласно Закону Курганской области от 12 мая 2021 года № 48, входил в состав Советского сельсовета, упразднённый в связи с преобразованием муниципального района в муниципальный округ.

## Население
| 1989 | 2002 | 2010 |
| ---- | ---- | ---- |
| 173  | ↘163 | ↘70  |

### Национальный и гендерный состав
Согласно результатам переписи 2002 года, в национальной структуре населения казахи составляли 99 % из 163 чел., из них 82 мужчины, 81 женщина.

## Инфраструктура
Основа экономики — сельское хозяйство.

## Транспорт
Деревня доступна автотранспортом.